# Arroyo de la Virgen
El arroyo de la Virgen  es un curso de agua uruguayo que atraviesa los departamentos de  Florida y de San José  perteneciente a la cuenca del Plata.
Nace en la Cuchilla Santa Lucía, desemboca en el río Santa Lucía tras recorrer alrededor de 33 km.

## Piedras Campana
Alrededor de su curso es posible encontrar "Piedras Campana". Estas afloraciones de granito negro, al ser percutidas, emiten un sonido similar al sonido metálico de una campana.